# Caius Sergius Orata

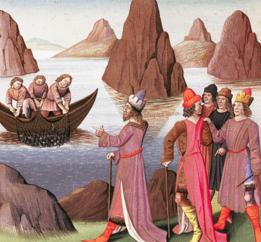
Orata demonstreert de oestervangst aan het meer Lucrinus Lacus. Miniatuur uit de Middeleeuwen

Caius Sergius Orata (2e – 1e eeuw v.Chr.) was een ondernemer en uitvinder in het Romeinse Rijk. Door zijn uitvindingen werd hij schatrijk. Hij leefde in de landstreek Campania, in Italië.

## Naam
De naam Aurata of Orata (goudkleurig) heeft twee verklaringen. De eerste verklaring is de gouden ringen die hij droeg. De tweede slaat op de goudvissen die hij kweekte in zijn baden.

## Levensloop
Orata leefde ten tijde van consul en redenaar Lucius Licinius Crassus. Net als Crassus overleed Orata voor het uitbreken van de Bondgenotenoorlog (91-88 v.Chr.). Later beschreef Cicero hem als ditissimus, amoenissimus, deliciosissimus: zeer rijk, zeer charmant en zeer aangenaam. Orata's fortuin berustte op twee uitvindingen: warmwaterbaden en oesterbanken.
- Warmwater baden. Aan Orata wordt toegeschreven dat hij de eerst was die de opgehangen baden of pensiles balneae ontwierp. Onder zulk bad lag een hypocaustum waar de hitte het water erboven opwarmde. De warmwaterbaden kenden een enorm succes in de badstad Baia in de baai van Pozzuoli, gelegen in Campania. Baia bezat een reusachtig complex van thermen. Badgasten uit Baia trokken op uitstap naar het nabijgelegen meer Lucrinus Lacus.[1]
- Oesterbanken. Het Lucrinus Lacus was gelegen tussen de kustlijn van de baai van Pozzuoli en een ander meer, het Avernus Lacus. Orata slaagde erin oesters op grote schaal te kweken in het Lucrinus Lacus; hij verkocht deze aan de mondaine badgasten in Baia, alsook aan de hoofdstad Rome. Dit kleine meer leende zich goed voor oesterkweek, in tegenstelling tot het Avernus Lacus dat als doods bekend stond. In latere eeuwen, tijdens het Keizerrijk, hadden de oesters uit Lucrinus Lacus minder succes. De klanten gaven hun voorkeur aan oesters van betere kwaliteit uit Britannia.[2]